# Бърнард Меламъд
Бърнард Меламъд (на английски: Bernard Malamud) е американски писател на произведения в жанра съвременен роман. На български е издаден и като Бърнард Маламъд и Бърнърд Меламуд. Заедно със Сол Белоу и Филип Рот, той е един от най-големите американски еврейски автори на 20 век.

## Биография и творчество
Бърнард Меламъд е роден на 26 април 1914 г. в Бруклин, Ню Йорк, САЩ, в семейството на руските емигранти от еврейски произход Макс Меламъд и Берта Фиделман. Баща му има малък магазин за хранителни стоки, но семейството е бедно. Майка му умира, когато е на 15 г., и той е нещастен, когато баща му се жени повторно. От рано поема отговорност за по-малкия си брат Еужен, който е инвалид.
Завършва гимназия „Еразмус Хол“ в Ню Йорк. Още като ученик публикува първия си разказ в училищното списание. Работи една година във фабрика и като чиновник в Бюрото по преброяване на населението във Вашингтон, преди да получи държавен заем за образование. В периода 1932-1936 г. учи в Градския колеж в Ню Йорк, който завършва с бакалавърска степен. Получава магистърска степен по английска литература през 1938 г. от Колумбийския университет в Ню Йорк с дипломна работа за писателя Томас Харди.
В периода 1940-1949 г. е учител в гимназията на Ню Йорк. На 6 ноември 1945 г. се жени за Ан дьо Киара, с която имат син и дъщеря. В периода 1949-1961 г. е преподавател и доцент в държавния университет на щата Орегон в Корвалис. От 1961 г. до смъртта си е преподавател по литература в колежа „Бенингтън“ във Върмонт, а в периода 1966-1968 г. е и хоноруван преподавател в Харвардския университет. В периода 1979-1981 г. е президент на Американския ПЕН клуб. От 1967 г. е член на член на Американската академия на изкуствата и науките.
Бърнард Меламъд е автор на 8 романа и 65 разказа, които пише бавно и внимателно. Първият му ръкопис от 1948 г. не е публикуван и е унищожен. Първият му роман „The Natural“ е публикуван през 1952 г. Той проследява историята на живота на Рой Хобс, неизвестен бейзболен играч на средна възраст, който постига легендарен статус със звездния си талант. През 1984 г. романът е екранизиран в едноименния филм с участието на Робърт Редфорд.
През 1957 г. е издаден вторият му роман „The Assistant“, който разказва за живота на Морис Бобер, еврейски имигрант, който е собственик на магазин за хранителни стоки в Бруклин. Филмиран е през 1997 г. с участието на Гил Белоус, Армин Мюлер-Щал и Джоан Плоурайт.
Романът му „A New Life“ от 1961 г. е почерпен от живота на писателя като преподавател, и разказва за евреин, бивш алкохолик, който става професор в колеж в тихоокеанския северозапад и търси собственото си самоуважение и любовта в живота на учебната институция.
Издаденият му през 1966 г. роман „The Fixer“, за антисемитизма в царска Русия, е удостоен с националната литературна награда и с наградата „Пулицър“ за литература. През 1968 г. е екранизиран с участието на Алън Бейтс и Дърк Богард.
Друг известен емблематичен роман е „Наемателите“ от 1971 г., който се занимава с расовите проблеми и появата на черната (африканска) американска литература в през 70-те в Америка, е филмиран през 2005 г. с участието на Дилън Макдермот, Сера Демира и Снууп Дог.
Писателят е известен и със своите разкази, които отразяват живота на имигрантите евреи в градското гето. Първоначално ги публикува във водещи американски списания. Сборникът му от 1958 г. „The Magic Barrel: And Other Stories“ е удостоен с националната литературна награда на САЩ. Разказът му „Angel Levine“ от 1955 г. е екранизиран през 1970 г. с участието на Зеро Мостел и Хари Белафонте.
Произведенията му имат леко митични елементи и изследват теми като изолацията, класите, конфликтът между буржоазните и художествени ценности. Неговите сюжети, които отразяват социалните проблеми на своето време: отчуждение, изневяра, развод, злоупотреба, и др., често са белязани от внезапен лиризъм, самоирония, комбинация от трагични и комични елементи, а постигането на успеха на героите зависи от сътрудничеството между антагонисти.
Бърнард Меламъд умира от инфаркт на 18 март 1986 г. в Манхатън, Ню Йорк.

## Произведения

### Самостоятелни романи
- The Natural (1952)
- The Assistant (1957)
- A New Life (1961)
- The Fixer (1966) – национална литературна награда на САЩ, „Пулицър“
- Pictures of Fidelman (1969)
- Наемателите, The Tenants (1971)
- Dubin's Lives (1979)
- God's Grace (1982)

### Разкази и новели
- The Prison (1950)
- The First Seven Years (1950)
- Цената на живота, The Cost of Living (1950)
- Сметката, The Bill (1951)
- Заемът, The Loan (1952)
- The Girl of My Dreams (1953)
- The Magic Barrel (1954)
- Angel Levine (1955)
- Оплаквачите, The Mourners (1955)
- A Summer's Reading (1956)
- Take Pity (1956)
- Behold the Key (1958)
- Дамата от езерото, The Lady of the Lake (1958)
- The Last Mohican (1958)
- Животът е по-добър от смъртта, Life Is Better Than Death (1963)
- My Son the Murderer (1968)
- Man in the Drawer (1969) – награда „О`Хенри“
- Писмото, The Letter (1972)
- Сребърната корона, The Silver Crown (1972)
- Говорещият кон, Talking Horse (1972)
- Моделът, The Model (1983)
- In Kew Gardens (1985)

### Сборници
- The Magic Barrel: And Other Stories (1958) – национална литературна награда на САЩ
- Idiots First (1963)
- Penguin Modern Stories 1 (1969) – с Дейвид Плант, Джийн Рис и Уилям Сенсъм
- Rembrandt's Hat (1973)
- Говорещият кон, The Stories of Bernard Malamud (1983)
- The People: And Uncollected Stories (1989)
- Complete Stories (1994)
- Novels & Stories of the 1960s (2014)
- Novels & Stories of the 1940s & 50s (2014)

### Документалистика
- Talking Horse: Bernard Malamud On Life and Work (1996) – с Алън Чейс

### Книги за Бърнард Меламъд
- The Good Man's Dilemma: Social Criticism in the Fiction of Bernard Malamud (1981) – от Иска Олтър
- The Magic Worlds of Bernard Malamud (2001) – от Евелин Ейвъри
- My Father Is a Book: A Memoir of Bernard Malamud (2006) – от Яна Меламъд Смит
- Bernard Malamud: A Writer’s Life (2007) – от Филип Дейвис

### Филмография
- 1968 The Fixer – по романа
- 1970 The Angel Levine – по разказа
- 1978 Der Gehilfe – ТВ филм, по романа
- 1984 The Natural – по романа
- 1994 The Model – по разказа
- 1996 Take Pity – по разказа
- 1997 The Assistant – по романа
- 1998 The First Seven Years – по разказа
- 2005 The Tenants – по романа